# أولاد بسام
أولاد بسام بلدية تابعة دائرة تيسمسيلت ولاية تيسمسيلت تقع بين تيسمسيلت وسيدي عابد يقطنها حوالي 11000 نسمة كان يطلق عليها اسم ليبار (Liebert) خلال الاستعمار الفرنسي وهي من اقدم بلديات الولاية